# Europa Tower
Europa Tower (лит. Europos bokštas) — небоскрёб в Вильнюсе (Литва) высотой 149 метров. Является самым высоким зданием в Прибалтике. Общая площадь здания составляет 17 100 м².
Здание было построено в 2004 году. Находится на проспекте Конституции. Спроектирован архитектурной группой «Audriaus Ambarasas Architects». Здание было построено и официально открыто 1 мая 2004 года, как часть празднования вступления Литвы в ЕС. Небоскреб вызвал много споров из-за искажения исторического образа Старого города Вильнюса. Небоскрёб имеет смотровую площадку на высоте 144 метров.
1 сентября 2006 года Ален Робер, более известный как «Человек-паук», забрался на крышу данного высотного сооружения.

## История
Первые упоминания об строительстве этого здания появились в интернете в 2002 году. Первоначальный проект имел тридцать этажей, позже он был обновлён, тем самым добавив в себя ещё 3 этажа. Это изменение в первоначальном плане архитектора и покупателя вызвало конфронтацию с различными агентствами наследия, однако проект был одобрен Вильнюсским городским муниципалитетом, и строительство здания было осуществлено в соответствии с новым планом. Строительство было начато в 2002 году, а в конце 2004 года было полностью закончено.

## Структура
На 24 гектарах земли выросло:
- 33-этажный бизнес-центр «Europa Tower»;
- 3-х этажный торговый центр «Europa»;
- 7-этажная автостоянка, в которую вмещается более 1000 машин;
- 20-этажное здание Вильнюсского городского самоуправления;
- Здания Вильнюсского городского округа;
- Одноэтажный подземный паркинг;
- Жилой дом.

Общая площадь застройки комплекса превышает 100 000 м².

## Галерея

Здание в 2012 году
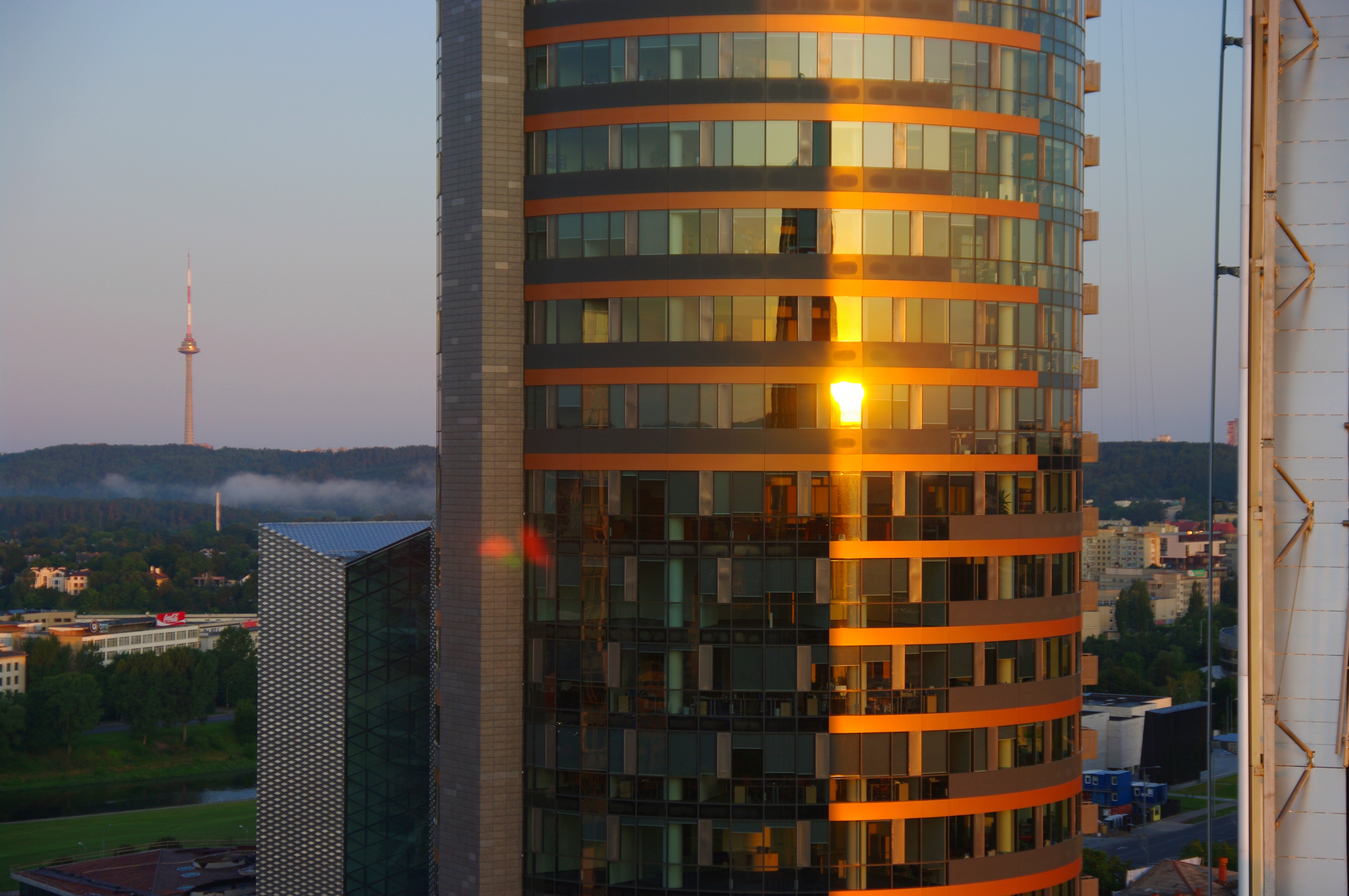
Europa Tower ранним утром